# Спачо Коста деј Рики (Мачерата)
Спачо Коста деј Рики је насеље у Италији у округу Мачерата, региону Марке.
Према процени из 2011. у насељу је живело 152 становника. Насеље се налази на надморској висини од 162 м.